# Albert Hübl
Albert Hübl OSB (* 21. Juli 1867 in Wien als Karl Hübl; † 24. Dezember 1931 ebenda) war ein österreichischer römisch-katholischer Historiker und Benediktiner.

## Leben
Karl Hübl, der Sohn eines Simmeringer Gastwirtes, trat nach dem Besuch des Wiener Schottengymnasiums 1885 in die Schottenabtei ein, wo er den Ordensnamen Albert annahm. Nach seiner einfachen Profess absolvierte er von 1886 bis 1890 das Studium der Theologie an der Universität Wien. Im Anschluss an seine Priesterweihe 1890 studierte er bis 1893 zusätzlich noch Geschichte und Geographie. Ab 1895 begann er am Schottengymnasium zu unterrichten. Daneben wurde er im Kloster mit den Aufgaben des Bibliothekars (ab 1901), des Kustos des Münzkabinettes (ab 1902) sowie später des Archivars betraut. Von ihm stammen die nach wie vor maßgeblichen gedruckten Kataloge der Handschriften, Inkunabeln und der Münzsammlung des Schottenstiftes. 1919 wurde er zum Direktor des Schottengymnasiums ernannt und übte diese Funktion bis kurz vor seinem Tod 1931 aus.
Neben seiner Tätigkeit als Lehrer veröffentlichte Hübl zahlreiche wissenschaftliche Arbeiten. Er war unter anderem Vorstandsmitglied des Vereins für Geschichte der Stadt Wien, Vizepräsident der Österreichischen Numismatischen Gesellschaft, Obmann der historischen Sektion der Österreichischen Leo-Gesellschaft und Mitglied der Lehrbücherkommission. 1922 wurde er zum Regierungsrat, 1927 zum Hofrat ernannt. Für seine Verdienste erhielt er außerdem das Goldene Verdienstkreuz mit der Krone.

## Werke
- Catalogus codicum manu scriptorum qui in Bibliotheca Monasterii B.M.V. ad Scotos Vindobonae servantur. Braumüller, Wien–Leipzig 1899.
- Die Inkunabeln der Bibliothek des Stiftes Schotten in Wien. Braumüller, Wien–Leipzig 1904.
- Geschichte des Unterrichtes im Stifte Schotten in Wien. Fromme, Wien 1907.
- Das Gymnasium bei St. Anna in Wien (1775–1807). In: Jahresbericht des k.k. Obergymnasiums zu den Schotten in Wien am Schluße des Schuljahres 1908/1909. Wien 1909, S. 6–52.
- Die Münzensammlung des Stiftes Schotten in Wien. 2 Bände. Fromme, Wien 1910, 1920.
- Die k. u. k. Edelknaben am Wiener Hof. In: Jahresbericht des k.k. Obergymnasiums zu den Schotten in Wien am Schluße des Schuljahres 1911/1912. Wien–Leipzig 1912, S. 6–55.
- Die Schulen. In: Geschichte der Stadt Wien. Bd. 5, Wien 1914, S. 331–459.
- Baugeschichte des Stiftes Schotten in Wien. In: Berichte und Mittheilungen des Alterthums-Vereines zu Wien. Bd. 46/47, 1914, S. 35–88.
- Die Wiener Schotten und das Mutterkloster St. Jakob in Regensburg. In: Symbolae Scotenses. Wissenschaftliche Beilage zum Jahresbericht des k.k. Obergymnasiums zu den Schotten in Wien über das Schuljahr 1913/1914. Wien–Leipzig 1914, S. 136–157.